# 贾冲之
贾冲之（1916年—1988年），男，直隶（今河北）邢台人，中华人民共和国政治人物。

## 生平
曾任冀西行署生产贸易局科长、晋冀鲁豫边区工商管理总局秘书主任、太行实业公司经理。中华人民共和国成立后，历任山西省工业厅厅长、煤炭工业管理局局长，山西省人民委员会副省长兼省经委、计委主任。1988年去世。